# Diplostephium stuebelii
Diplostephium stuebelii là một loài thực vật có hoa trong họ Cúc. Loài này được (Hieron.) Cuatrec. mô tả khoa học đầu tiên năm 1964.